# Atsuto Ōishi
Atsuto Ōishi (jap. 大石 篤人, Ōishi Atsuto; * 24. Oktober 1976 in der Präfektur Osaka) ist ein ehemaliger japanischer Fußballspieler und -trainer.

## Karriere
Ōishi erlernte das Fußballspielen in der Jugendmannschaft von Gamba Osaka und der Universitätsmannschaft der Komazawa-Universität. Seinen ersten Vertrag unterschrieb er 1999 bei den Ventforet Kofu. Der Verein spielte in der zweithöchsten Liga des Landes, der J2 League. Für den Verein absolvierte er fünf Spiele. Ende 1999 beendete er seine Karriere als Fußballspieler.